# 小野木学
小野木 学（おのぎ まなぶ / おのき がく、1924年1月13日 - 1976年8月24日）は、昭和期の日本の洋画家。東京府出身。甥の上矢津（かみやしん）は画家、現代美術家、版画家。
本名の読みは「おのぎ まなぶ」であるが、絵本作家としての筆名は本名と同じ表記で「おのき がく」の読みを用いている。

## 来歴・人物
1924年、北豊島郡巣鴨町（現・豊島区）に小野木秀雄・シヅ夫妻の四男として生まれる。軍事教練中に肺を患い、療養中に独学で油絵を学ぶ。のち農林省関連の施設に勤務するかたわら、絵画の勉強を続ける。1952年の第17回自由美術展で入選。翌1958年に自由美術協会会員となるが、1961年から翌1962年にかけてパリへ留学した後の1963年に退会。
1965年より版画の製作を開始。1969年、第8回リュブリャナ国際版画ビエンナーレ買上賞を受賞。1970年、第19回小学館絵画賞（現・小学館児童出版文化賞）を受賞。同年、ポプラ社より絵本『かたあしだちょうのエルフ』を刊行（文も本人）。
1976年に腎臓癌で逝去。享年52。生前の作品の多くは練馬区立美術館に所蔵されている。

## 挿画
- 庄野英二『ひこうきとじゅうたん』ポプラ社、1970年